# Labelle (Québec)
Labelle è un comune del Canada, situato nella provincia del Québec, nella regione di Laurentides.